# Fontaine de la Petite-Halle
La  fontaine de la Petite-Halle ou fontaine de Montreuil est une fontaine du 11e arrondissement de Paris, en France.

## Localisation

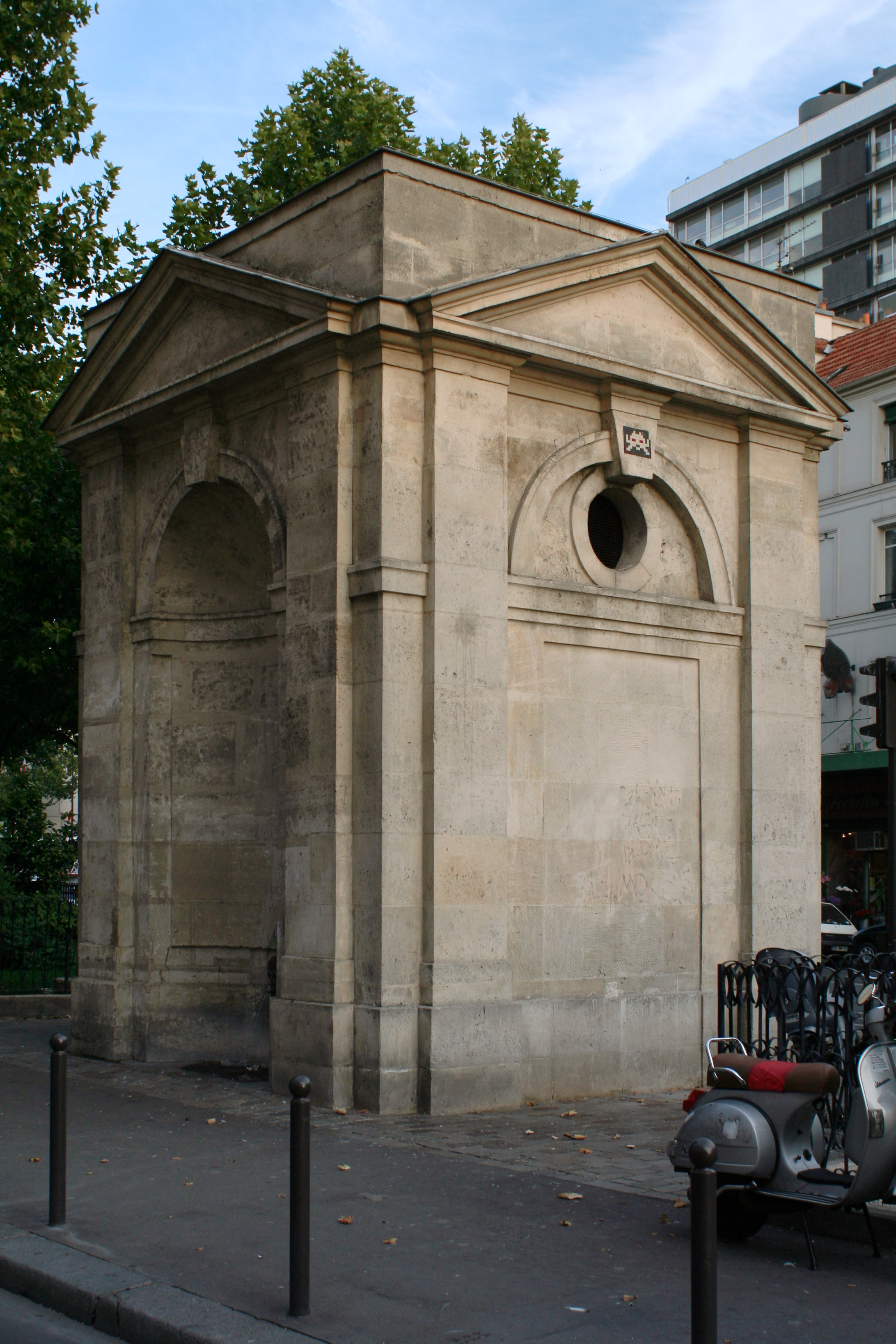
La fontaine de Montreuil.

La fontaine se situe à la limite sud du 11e arrondissement de Paris, sur le terre-plein central de la rue du Faubourg-Saint-Antoine, au commencement de la rue de Montreuil. Elle fait face à l'entrée de l'hôpital Saint-Antoine.
Ce site est desservi par la station de métro Faidherbe - Chaligny.
À l'époque de sa construction, elle était située en face de l'abbaye Saint-Antoine-des-Champs, c'est-à-dire au cœur du faubourg Saint-Antoine, au niveau de la patte d'oie des routes de Vincennes et de Montreuil.

## Description
La fontaine est constituée d'un bâtiment isolé de toutes parts, de plan carré, en pierre de taille. Les façades sont composées de deux pilastres portant un fronton triangulaire devant un attique. Entre les pilastres sont des arcades aveugles à clef saillante passante et pendante dont le tympan est percé d'un oculus sur les côtés est et ouest et qui ouvrent, sur les deux autres côtés, sur une niche concave circulaire au sol voûtée en coquille appareillée en panache. L'eau s'écoule de la bouche de mascarons métalliques à figure humaine.

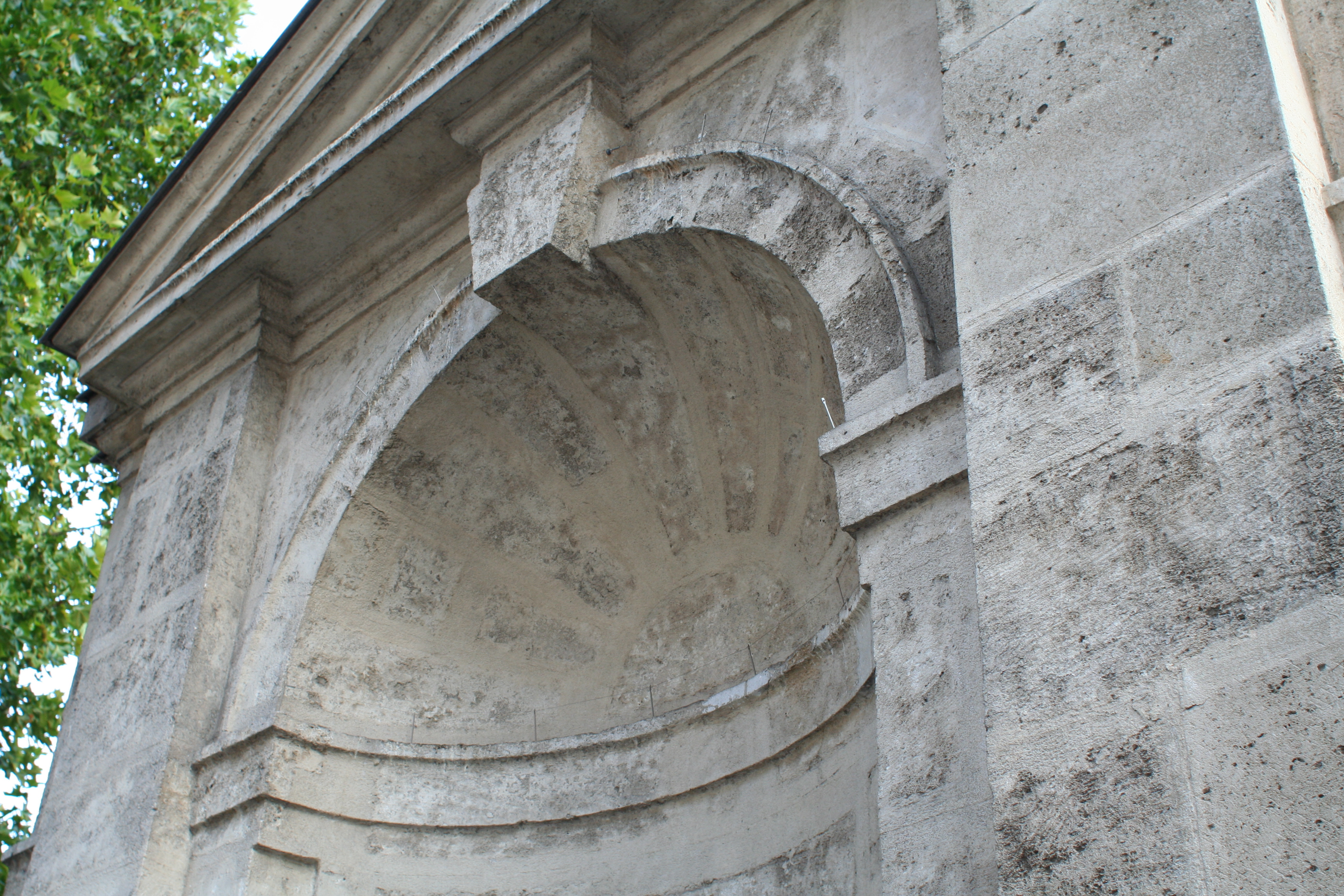
Voûte en coquille appareillée en panache d'une niche.
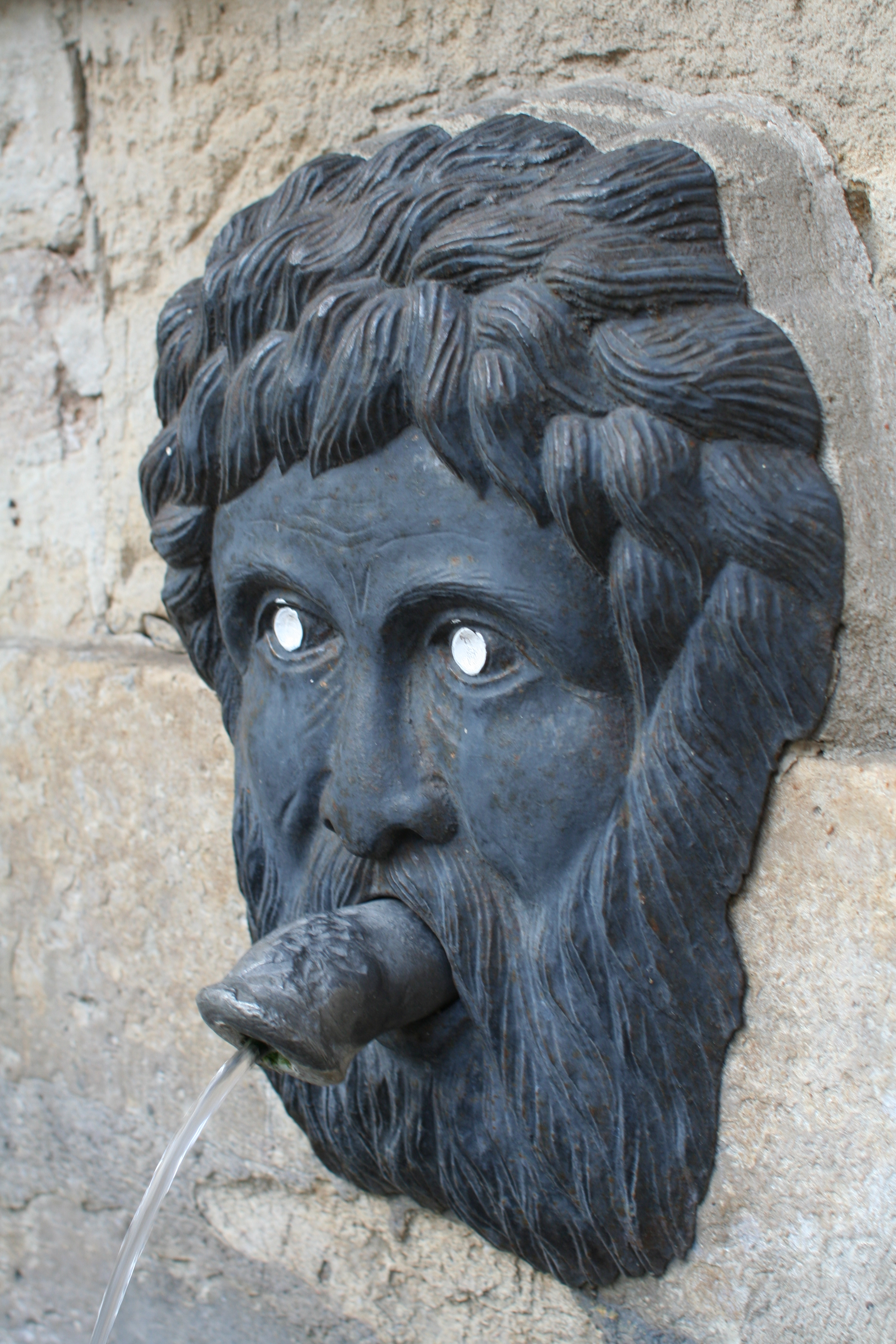
Mascaron crachant de l'eau.

## Histoire
La fontaine a été commandée par la municipalité, et conçue par Jean Beausire et achevée en 1719. Louis XV en a posé la première pierre.
Elle est inscrite aux monuments historiques le 4 juin 1962.